# Leptonycteris
Genre
Leptonycteris est un genre de chauves-souris de la famille des Phyllostomidae.

## Liste des espèces
Selon ITIS et MSW:
- Leptonycteris curasoae Miller, 1900 - petite chauve-souris à long nez
- Leptonycteris nivalis (Saussure, 1860) - grande chauve-souris à long nez du Mexique
- Leptonycteris yerbabuenae Martinez and Villa, 1940 - petite chauve-souris à long nez